# Retorno de Saturno

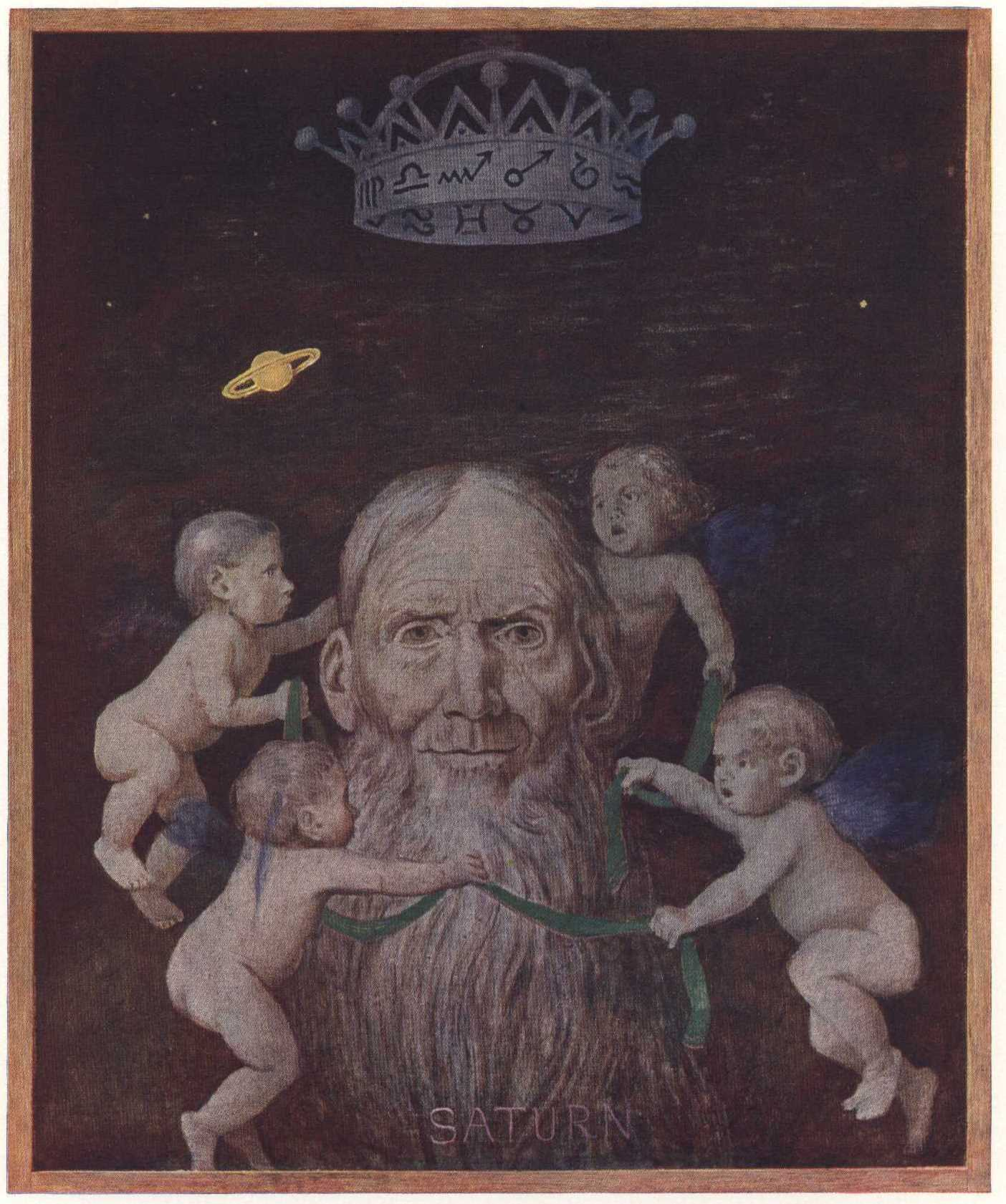
Pintura al óleo de Saturno astrológico en el libro Festkalender (1910) de Hans Thoma. En la astrología occidental, los atributos del planeta se asocian a los dioses Saturno y Cronos, dioses de la cosecha y del tiempo, respectivamente.

En la astrología de horóscopos, el retorno de Saturno es un tránsito astrológico que ocurre cuando el planeta Saturno regresa al mismo lugar en el cielo que ocupaba en el momento del nacimiento de una persona. Siendo la duración del periodo orbital de Saturno alrededor del Sol de 29.45 años terrestres, el retorno suele ocurrir alrededor de los 29, 60 y 90 años de la vida de una persona, transitando sobre cada signo zodiacal durante aproximadamente 3 años. Se considera que durante este periodo la persona será confrontada con pruebas de madurez y sabiduría.
Según este tipo de astrología, los retornos de Saturno ocurren en la vida de todas las personas y se utilizan para ayudar a las personas a examinar sus hábitos y patrones mientras les brindan la oportunidad de hacer cambios positivos en su vida.
A la ubicación de Saturno en uno de los doce signos y una de las doce casas astrológicas en el momento del nacimiento se le llama 'Saturno natal', por ejemplo: Saturno en Sagitario en casa 2.
En la astrología védica, el tránsito astrológico de Sade Sati hace referencia al período de aproximadamente siete años en el que Saturno está transitando el signo zodiacal en el que se encuentra la Luna natal de una persona. Al igual que con el retorno de Saturno, se considera un momento potencialmente doloroso de pérdida y ajuste de cuentas.